# Гізульф II (герцог Беневентський)
Гізульф II — герцог Беневентський (743—749), син герцога Ромоальда II та Гунтберги, дочки Аурони, сестри короля лангобардів Лютпранда. Після смерті батька у 732 престол захопив узурпатор Аделайз. Король Лютпранд у 733 змістив Аделайза, проте призначив герцогом іншого свого племінника Григорія.
Лише у 743 після зміщення іншого узурпатора Годшалка Лютпранд підтримав Гізульфа, який надалі підтримував політику короля лангобардів. У 744 Гізульф подарував землю монастирю Монтекассіно.